# Waldau (Burgenlandkreis)
Waldau is een plaats en voormalige gemeente in de Duitse deelstaat Saksen-Anhalt, en maakt deel uit van de Landkreis Burgenlandkreis.
Waldau telt 524 inwoners.

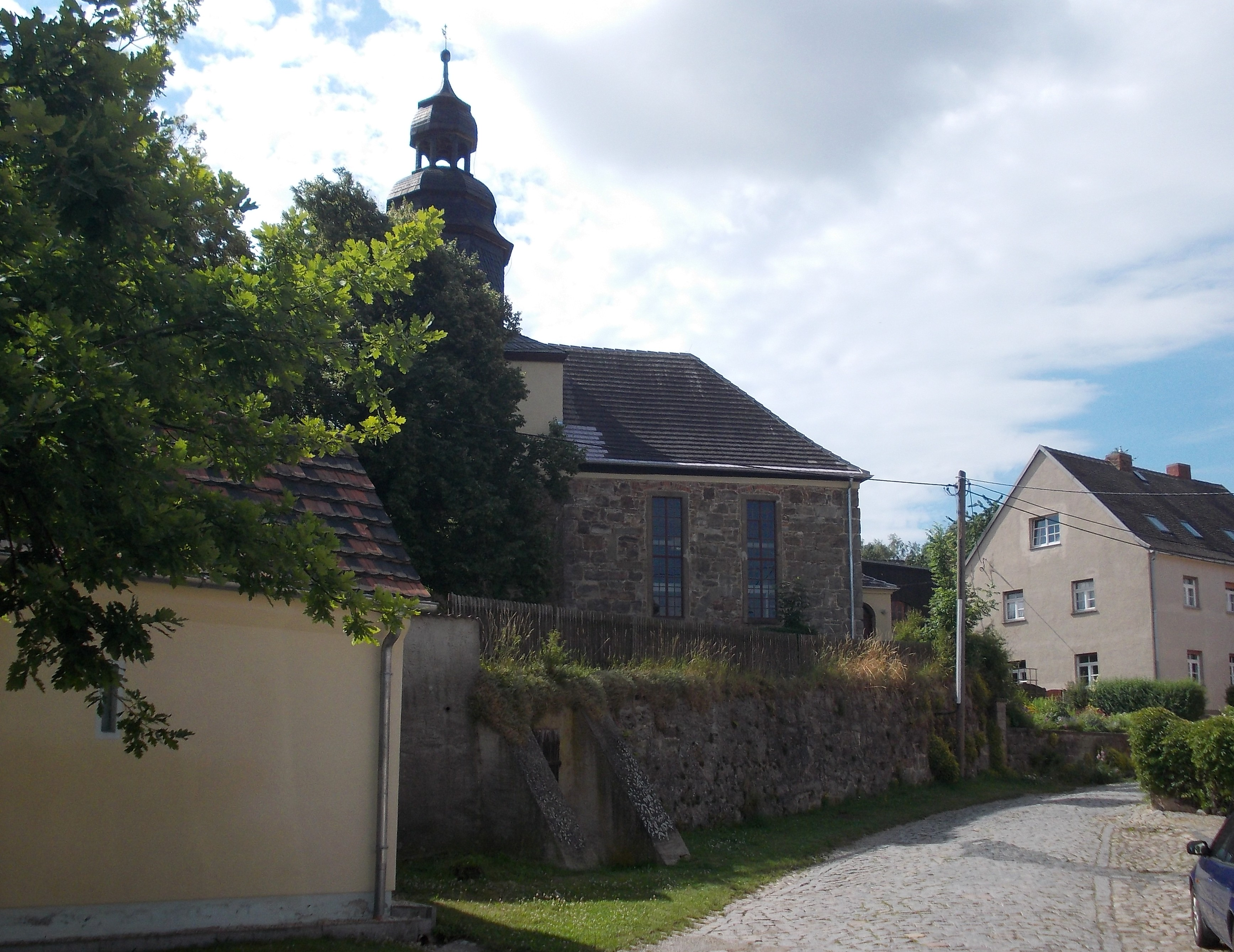
Waldau
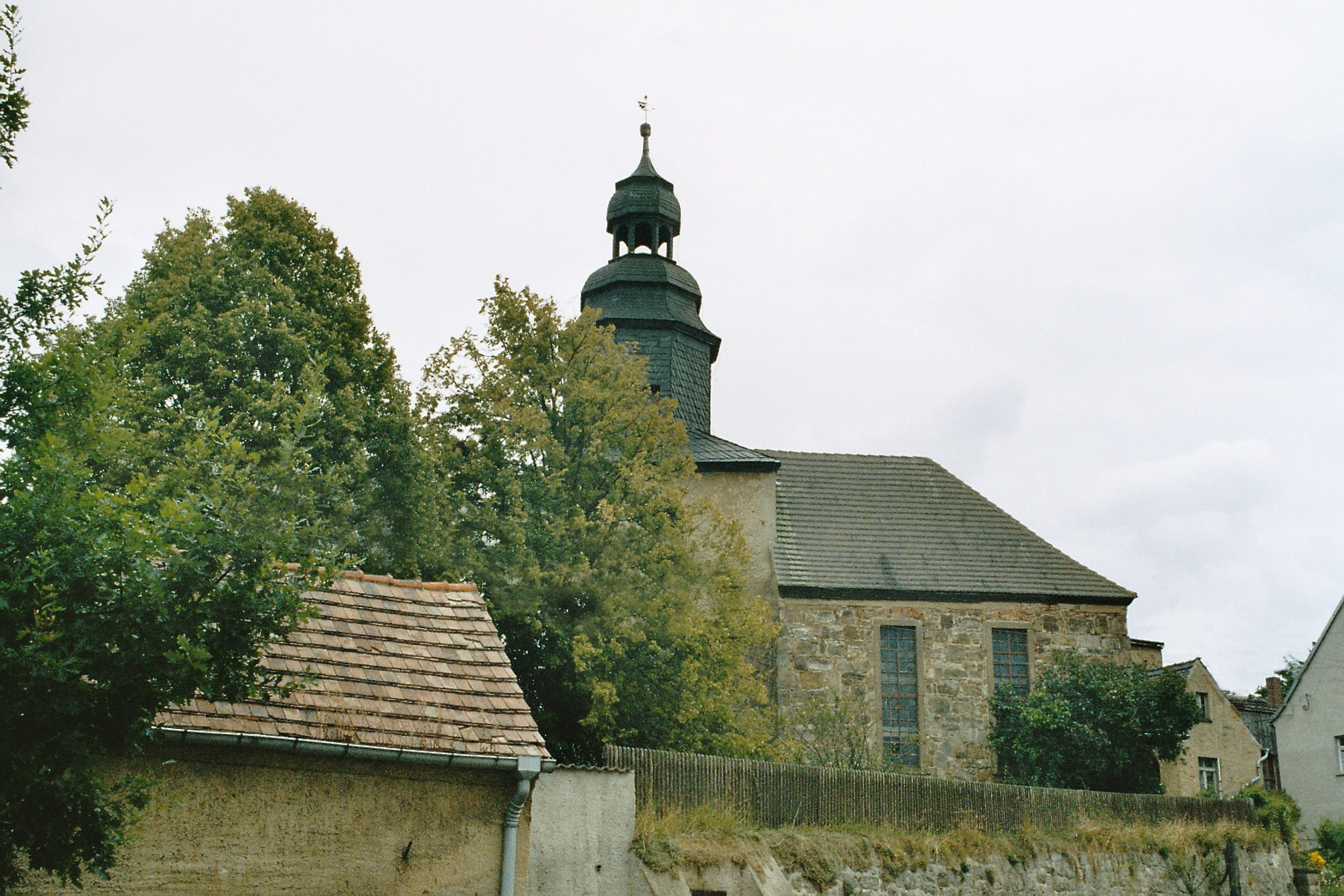
Dorpskerk van Waldau
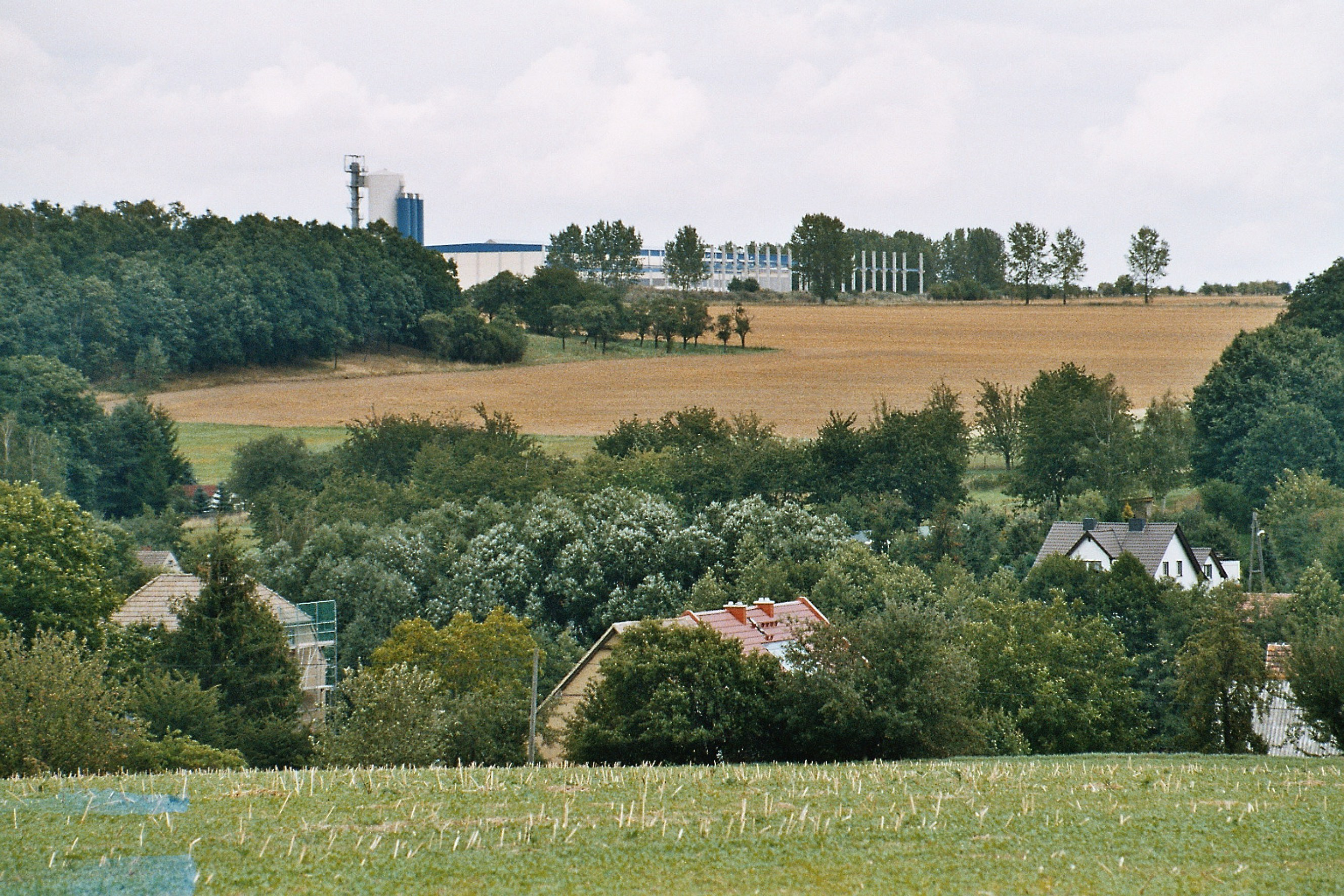
Waldau en omgeving